# Luis Ignacio Francisco de Borja y Centellas
Luis Ignacio Francisco de Borja y Centellas (Gandía, 28 de julio de 1673-Madrid, 29 de enero de 1740), noble y cortesano español que fue XI duque de Gandía, IX marqués de Lombay, XI conde de Oliva, III marqués de Nules y conde de Centellas, III marqués de Quirra en Cerdeña, príncipe de Esquilache.

## Biografía
Nació en el Palacio Ducal de Gandía el 28 de julio de 1673 y fue bautizado el 31 siguiente de manos del deán de la iglesia colegial, Miguel de Sabater, con la asistencia del cabildo y la ciudad, siendo sus padrinos su tío Melchor Vicente de Borja y Centellas. Era hijo de Pascual Francisco de Borja, X duque de Gandía, y su esposa Juana Fernández de Córdoba. Muerto su hermano mayor, sucedió a su padre en 1716 en sus títulos y posesiones.
El 14 de mayo de 1701 se cometieron sus pruebas de nobleza a Pascual de Villacampa y Pueyo, del Consejo de Hacienda, y al prior Miguel Cifré, capellán de honor de palacio. Fueron despachadas el 31 de mayo siguiente en las Reales Casas del Templo de Valencia y el 21 junio aprobadas por el Consejo de las Órdenes. El 5 de julio de 1701, en la iglesia de los Padres del Espíritu Santo de Clérigos Menores de Madrid, el duque de Montalto lo armó caballero de la Orden de Montesa y el prior de Borriana le puso el hábito correspondiente, siendo sus padrinos José Ferrer de Próxila, XIII conde de Almenara, y Vicente Carroz y Carroz, II marqués de Mirasol. Inmediatamente fue provisto de las encomiendas de Culla y Adzaneta, para las cuales profesó el 23 de julio de 1702, y más tarde, el 15 de mayo de 1709, recibió la clavería mayor.
El 12 de marzo de 1717 recibió la administración de la encomienda de Calzadilla en la Orden de Santiago, «en consideración á sus méritos y por la especial circunstancia de haver estado en su casa esta Encomienda desde que la poseyó San Francisco de Borja». Se le expidió la real cédula correspondiente el 5 de agosto del mismo año, estando autorizado para su goce por breve papal del 9 de junio anterior, y el 13 de septiembre de 1717 él dio sus poderes a Bartolomé Navarro para que tomase la debida posesión de ella.
Se cubrió como grande de España de primera clase el 2 de marzo de 1717, en el Palacio Real de Madrid, ante Felipe V, siendo apadrinado por su primo hermano el conde de Lemos. En 1722 fue designado gentilhombre del príncipe Luis, cargo que ejerció también durante el tiempo en que este fue rey. A partir de 1729 fue sumiller de corps y caballerizo mayor del príncipe Fernando y mayordomo mayor de su esposa, la princesa Bárbara de Braganza. En 1738 el rey Felipe V le confirió el collar de la Orden de San Jenaro de Nápoles, siendo así uno de los primeros magnates españoles que ostentaron el cordón rojo.
A la muerte en 1728, sin sucesión, de su tía María Antonia Pimentel Idiáquez de Borja, el duque heredó los mayorazgos de Mayalde y de Ficalho, con los patronatos de la capilla de San Ignacio en la Colegial Imperial de Madrid, de la del Trascoro o Camarín de la iglesia de la Casa Profesa de Madrid y de la capilla de San Francisco de Borja en la catedral de Valencia. Tras pleitar con Juan Idiáquez de Borja, la sucesión de estos bienes fue declarada a favor suyo por auto del 20 de noviembre de 1730, confirmado por sentencia de vista y revista del Consejo de Castilla el 28 de febrero de 1731. De esta forma fue príncipe de Esquilache y trasmitió este título a sus sucesores, aunque el feudo como tal había sido incorporado definitivamente a la Corona de Nápoles en 1729.
El duque falleció en el Palacio Real de El Pardo el 29 de enero de 1740, con 66 años, y su cuerpo fue sepultado por su mandato en la bóveda de la Casa Profesa de Madrid, debajo del altar mayor, donde estaban las reliquias de su abuelo. El 24 de abril de 1734 había hecho testamento cerrado en Madrid, ante el escribano real y del número Fernando Calvo de Velasco, y el 24 de mayo siguiente, en el Real Sitio de Aranjuez, redactado una memoria escrita de su propia mano, a las que se siguieron otra memoria y una declaración testamentaria que hizo en El Pardo el día anterior de su muerte ante Antonio Fernández Vidal. Todos estos documentos fueron abiertos y publicados al día siguiente por orden de José de Pasamonte, alcalde de Casa y Corte, ante el escribano público Eugenio Paris. El duque instituyó una memoria de sus misas diarias y nombró por testamentarios a su hermana y sucesora la duquesa de Béjar, a sus cuñados el conde y la condesa de Santisteban del Puerto, al conde de Montijo, al jesuita Gabriel Bermúdez, a su secretario Manuel de Jaz, a su mayordomo Juan Antonio Zornoza y al presbítero Juan de Losada, a quien además instituyó por heredero fideicomisario de todos sus bienes libres.

## Matrimonio y descendencia
El duque casó en 1694, en Madrid, con Rosalea Bernarda de Benavides y Aragón, hija segunda de Francisco de Benavides y de la Cueva Dávila y Corella, IX conde de Santisteban del Puerto, marqués de Solera etc., y su esposa la condesa Francisca de Aragón y Sandoval, hija del duque de Cardona. Rosalea, que hizo testamento cerrado el 9 de septiembre de 1731, falleció el 1 de marzo de 1734 y ordenó que se la enterrara en la bóveda de la Casa Profesa de Madrid, como así se hizo.
No hubo descendencia de este matrimonio. Al duque de Gandía le sucedió su hermana mayor María Ana Antonia de Borja y Centellas Fernández de Córdoba (29 de febrero de 1676-14 de mayo de 1748), casada en primeras nupcias, en 1694, con Luis Francisco de Benavides y Aragón, IV marqués de Solera, y en segundas nupcias, en 1718, con Juan Manuel López de Zúñiga y Castro, XI duque de Béjar etc.